# Vrhovina (Kalinovik)
Pour les articles homonymes, voir Vrhovina.
Vrhovina (en serbe cyrillique : Врховина) est un village de Bosnie-Herzégovine. Il est situé dans la municipalité de Kalinovik et dans la république serbe de Bosnie. Selon les premiers résultats du recensement bosnien de 2013, il ne compte plus aucun habitant.
Avant la guerre de Bosnie-Herzégovine, le village faisait entièrement partie de la municipalité de Kalinovik ; après la guerre, son territoire a été partiellement rattaché à la municipalité de Konjic, intégrée à la fédération de Bosnie-et-Herzégovine.

## Démographie

### Évolution historique de la population dans la localité
| 1948 | 1953 | 1961 | 1971 | 1981 | 1991 | 2013 |
| ---- | ---- | ---- | ---- | ---- | ---- | ---- |
| -    | -    | 98   | 98   | 61   | 30,  | 0    |

|  |

### Répartition de la population par nationalités (1991)
En 1991, les 30 habitants du village étaient tous Musulmans (Bosniaques).

### Communauté locale
En 1991, Vrhovina faisait partie de la communauté locale de Vrhovina-Ljuta qui comptait 319 habitants, répartis de la manière suivante :